# 紀元前281年
紀元前281年（きげんぜん281ねん）は、ローマ暦の年である。
当時は、「ルキウス・アエミリウス・バルブラとクィントゥス・マルキウス・ピリップスが共和政ローマ執政官に就任した年」として知られていた（もしくは、それほど使われてはいないが、ローマ建国紀元473年）。紀年法として西暦（キリスト紀元）がヨーロッパで広く普及した中世時代初期以降、この年は紀元前281年と表記されるのが一般的となった。

## 他の紀年法
- 干支 : 庚辰
- 日本
  - 皇紀380年
  - 孝霊天皇10年
- 中国
  - 周 - 赧王34年
  - 秦 - 昭襄王26年
  - 楚 - 頃襄王18年
  - 斉 - 襄王3年
  - 燕 - 昭王31年
  - 趙 - 恵文王18年
  - 魏 - 昭王15年
  - 韓 - 釐王15年
- 朝鮮
  - 檀紀2053年
- ベトナム :
- 仏滅紀元 : 264年
- ユダヤ暦 :

## できごと

### 小アジア
- リディアで勃発したコルペディオンの戦いは、アレクサンドロス3世の後継を争うディアドコイ戦争の最後の戦いとなった。トラキアとマケドニア王国の王リュシマコスとアナトリア、シリア、フェニキア、ユダヤ、バビロニア、イランの支配者セレウコス1世の間で戦われた。セレウコス1世はこの戦いでリュシマコスを殺害した。
- コルペディオンの戦い後、リュシマコスの未亡人アルシノエ2世は、ギリシア北部のカッサンドレイアに逃げ、半弟のプトレマイオス・ケラウノスと結婚した。プトレマイオス・ケラウノスは、彼女の子供のうち2人を殺したが、3人目は逃げることができた。アルシノエ2世は、今度はエジプトのアレクサンドリアに逃げた。

### ギリシア
- セレウコス1世はトラキアを引き継ぎ、続いてマケドニアを攻撃しようとした。しかし、彼はトラキアのリュシマキア付近でプトレマイオス・ケラウノスが仕掛けた罠にはまった。プトレマイオス・ケラウノスはセレウコス1世を殺害し、マケドニア王国を自分のものとした。
- ピュロスの助言者として仕えていたテッサリア人のシネアスは、ローマ攻撃の失敗の後、ピュロスにイタリア南部の侵略を断念させた。

### セレウコス朝
- セレウコス1世の後を継いで、アンティオコス1世がセレウコス朝の王となった。彼はすぐに（恐らくエジプトのプトレマイオス2世に扇動された）シリアでの反乱とアナトリア北部の独立運動に悩まされることとなった。
- ギリシアにはほとんど地盤がなかったにもかかわらず、アンティゴノス2世はマケドニアの王位を主張したが、アンティオコス1世に否定された。

### 中国
- 秦が趙を攻撃し、石城を陥落させた。
- 秦の穣侯魏冄が再び丞相となった。
- 楚は斉や韓とともに秦を攻撃するべく、まずは周を併呑しようと計画した。周の赧王は東周の武公を使者として、楚の令尹の昭子を説得し、計画を取りやめさせた。

## 死去
- リュシマコス - トラキアとマケドニア王国の王（紀元前360年生）
- セレウコス1世 - シリア、イラン、セレウコス朝の王（紀元前354年生）